# رضوان حجازی

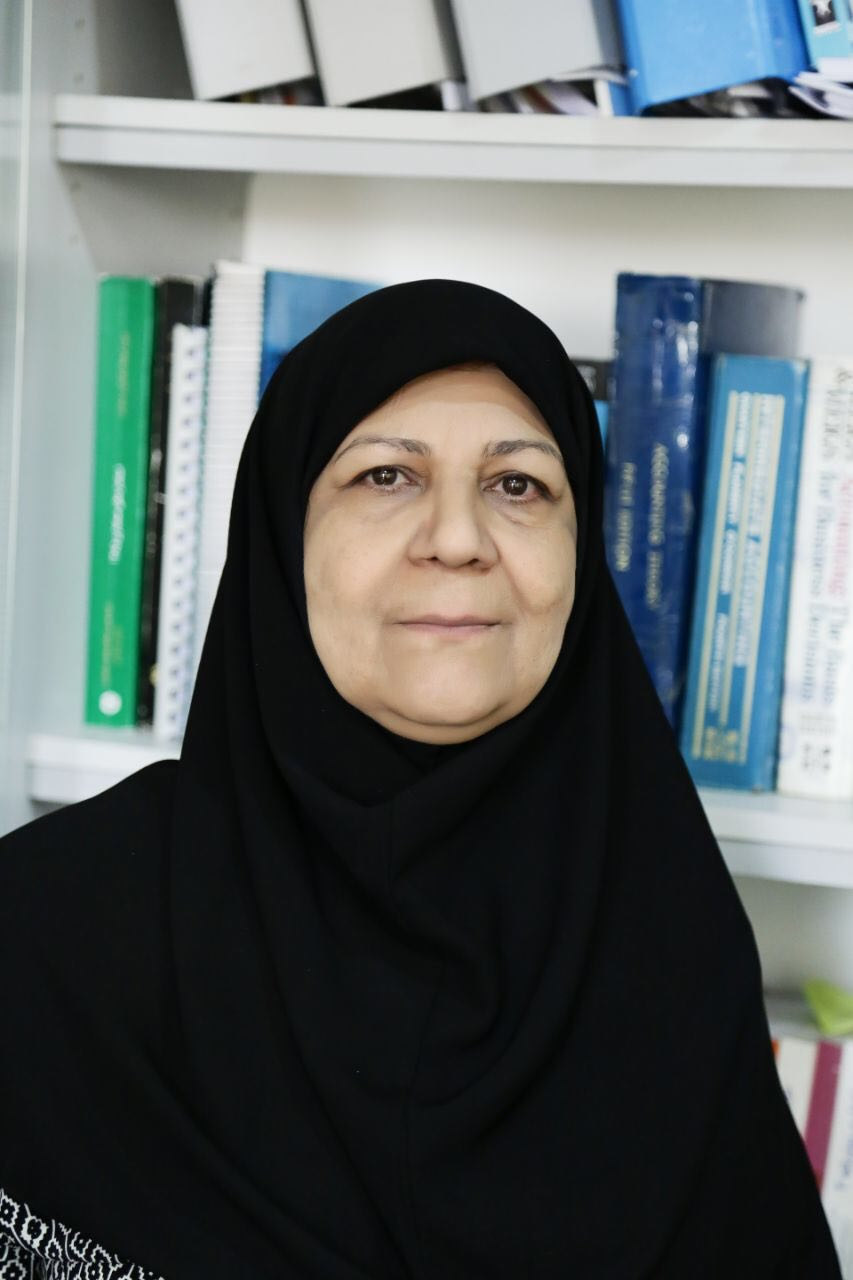
رضوان حجازی

رضوان حجازی از استادان حسابداری ایران، اولین زنی است که در ایران موفق به اخذ مدرک دکتری حسابداری گردید. همچنین اولین استاد تمام، زن رشته حسابداری است. وی در حال حاضر استاد بازنشسته دانشگاه الزهرا است.

## تحصیلات
- دوره متوسطه دزفول
- کارشناسی حسابداری دانشگاه صنعت نفت
- کارشناسی ارشد حسابداری دانشگاه تربیت مدرس
- دکتری تخصصی حسابداری دانشگاه تهران

## فعالیت‌های پژوهشی
استاد راهنمای بیش از صدها پایان‌نامه دوره کارشناسی ارشد و دکتری حسابداری و مدیریت مالی و مدیریت بازرگانی در موضوعات حسابداری مدیریت

### عضو هیئت تحریریه
- نشریه علمی- ترویجی فصلنامه پژوهش حسابداری[۵]
- فصلنامه علمی-پژوهشی پژوهش‌های تجربی حسابداری[۶]
- نشریه مطالعات تجربی حسابداری مالی[۷]
- پژوهش‌های کاربردی در گزارشگری مالی[۸]
- مدیریت دارایی و تأمین مالی[۹]
- بررسی‌های حسابداری[۱۰]
- بررسیهای حسابداری مالی و حسابرسی(سردبیر)[۱۱]
- پژوهشهای نوین در حسابداری[۱۲]
- حسابداری ارزشی و رفتاری[۱۳]

### کتب تألیفی
- هزینه‌یابی بر مبنای هدف از انتشارات سازمان مدیریت صنعتی
- کتاب توسعه پایدار(انتشارات مرکز مطالعات شهرداری تهران)
- کتاب حسابداری محیط زیست در شهرداری تهران(انتشارات مرکز مطالعات شهرداری تهران)
- کتاب سنجش میزان آگاهی از استانداردهای حسابداری ایران جلد اول استانداردهای ۸–۱
- کتاب سنجش میزان آگاهی از استانداردهای حسابداری ایران جلد دوم استانداردهای ۱۵–۹
- کتاب سنجش میزان آگاهی از استانداردهای حسابداری ایران جلد سوم استانداردهای ۲۴–۱۶
- کتاب سنجش میزان آگاهی از استانداردهای حسابداری ایران جلد چهارم استانداردهای ۳۳–۲۴
- کتاب تولید علم حسابداری ایران در منطقه و جهان بر اساس شاخصهای SCOPUS و ISI
- هفت راز موفقیت برای پژوهشگران و دانشجویان دکتری
- تحولات در حسابداری مدیریت

### مقالات
بیش از ۱۵۰ عنوان مقاله در نشریات، کنفرانس‌ها ملی و بین‌المللی